# 10 Years
10 Years är en låt av den isländska sångaren Daði Freyr och hans band Gagnamagnið. Låten är släppt den 13 mars 2021 och representerade Island i Eurovision Song Contest 2021 i Rotterdam, Nederländerna.

## Eurovision Song Contest
Daði og Gagnamagnið skulle till en början representerat Island i Eurovision Song Contest 2020 med låten "Think About Things" efter att ha vunnit den isländska uttagningen Söngvakeppnin. Låten fick dock inte tävla då 2020 års upplaga ställdes in till följd av coronaviruspandemin. Den 23 oktober 2020 bekräftade det isländska TV-bolaget RÚV att Daði og Gagnamagnið skulle representera Island i tävlingen 2021. Deras nya bidrag "10 Years" släpptes den 13 mars 2021.
Eftersom en av medlemmarna i bandet testat positivt för covid-19 under tävlingen framförde Daði og Gagnamagnið inte låten live, utan istället visades en förinspelning  av deras framträdande från repetitionerna. I semifinalen slutade bidraget på andra plats 288 poäng och gick därmed vidare till finalen. I finalen slutade bidraget på fjärde plats med 378 poäng.